# Peter Schleicher
Peter Schleicher (* 11. Mai 1945 in Wien; † 17. Jänner 2015 ebenda) war ein österreichischer Sänger und Musiker.

## Karriere
Bereits in den 1970er-Jahren war Peter Schleicher als Musiker (Keyboarder) bekannt. Er gründete 1967 mit Helmut Novak und Ludwig Hirsch die Band The Clan und ein Jahr später Plastic Drug, der neben Helmut Novak auch Uzzi Förster und Hansi Lang angehörten. Außerdem war er drei Jahre lang Mitglied in Wolfgang Ambros erster Band Die No. 1 vom Wienerwald. Danach begann er eine Solo-Karriere. Bekannt wurde er vor allem durch die Coverversionen einiger Hits der Rolling Stones im Wiener Dialekt (Hart auf hart, Rotz & Wasser). Am 6. Mai 1995 fand im Wiener Musiklokal ZU-GA-BE (heute Schwarzberg) ein denkwürdiges Konzert statt, für das Peter Schleicher den ehemaligen Gitarristen Mick Taylor der Rolling Stones als Gastmusiker gewinnen konnte. Taylor spielte in der zweiten Hälfte Solo-Gitarre und sang auf You Gotta Move.
In seinen letzten Jahren war er vor allem in den USA aktiv und arbeitete an Musicalproduktionen. 2011 gründete er schließlich die Peter Schleicher Band, mit der er seine bekannten Rolling-Stones-Coverversionen, aber auch andere Titel, live präsentierte. Im Februar 2012 trat Peter Schleicher mit der Angabe an die Öffentlichkeit, dass die Wiener Uni-Klinik an ihm Malaria-Experimente durchgeführt habe.
Bear Family Records hat 2012 die beiden Alben Hart auf hart (1979) und Durch die Wand (1983) digitalisiert und mit beigefügten Texten (wienerische Sprache) neu herausgebracht.
Peter Schleicher starb am 17. Jänner 2015 im Alter von 69 Jahren in seiner Heimatstadt Wien. Er lebte bis zuletzt in Rohrbach bei Ziersdorf.

## Diskografie

### Alben
- Hart auf hart (1979)
- Fifty Fifty (Wiener G’schichten) (1980)
- Durch die Wand (1983)
- Steinzeit (1994)
- City Songs (1995)
- Rotz & Wasser (1998)